# Maximilian Joseph Pozzi

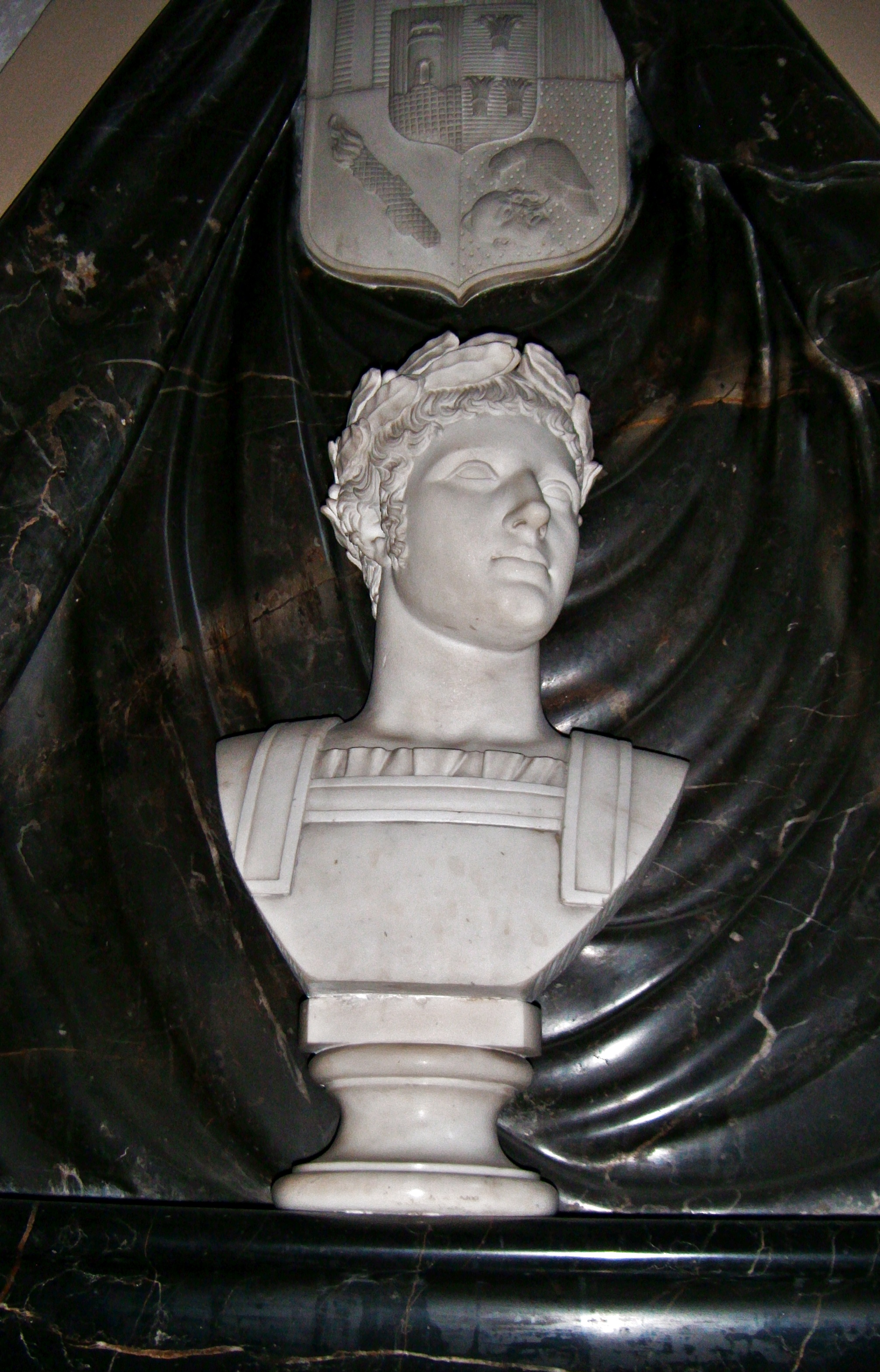
Büste des Fürsten Friedrich Johann Nepomuk zu Schwarzenberg, auf seinem Grabmal in Weinheim, gefertigt von Maximilian Joseph Pozzi

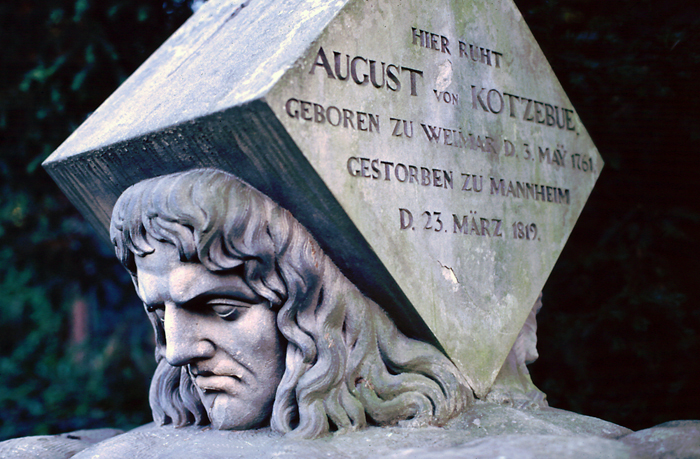
Detail vom Grabstein für August von Kotzebue, Hauptfriedhof Mannheim, gefertigt von Maximilian Joseph Pozzi

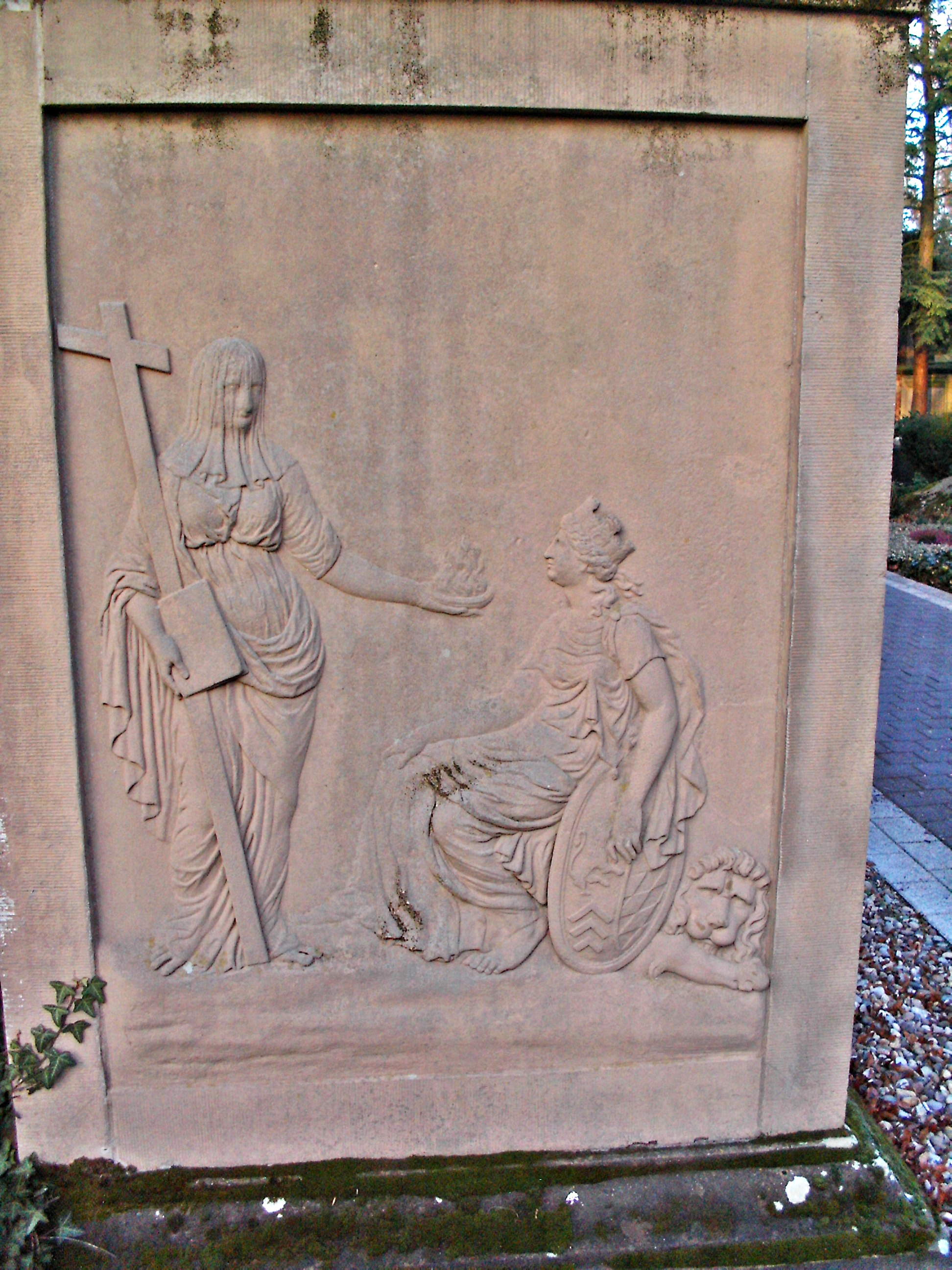
Trauernde "Mannheim", Relief von Maximilian Joseph Pozzi, auf dem Grabstein Georg von Stengels, Hauptfriedhof Mannheim

Maximilian Joseph Maria Pozzi, auch Massimiliano Giuseppe Maria Pozzi (* 2. Juli 1770 in Mannheim; † 12. März 1842 ebenda) war ein deutscher Bildhauer italo-schweizerischer Abstammung, aus der Künstlerfamilie Pozzi.

## Biografie
Maximilian Joseph Pozzi wurde als Sohn des aus Bruzella eingewanderten kurpfälzischen und badischen Hofstuckateurs Joseph Anton Pozzi (1732–1811) in Mannheim geboren und besuchte bis zu seinem 16. Lebensjahr das dortige Jesuiten-Gymnasium. Vom Vater erhielt er die erste künstlerische Ausbildung und begleitete ihn 1789 nach Frankfurt am Main, um dort das neu erbaute Palais des Bankiers Franz Maria Schweitzer auszuschmücken.
Ab 1790 besuchte der junge Mann die Kunstakademie seiner Heimatstadt und erlernte die Bildhauerei. Bereits 1793 wurde er für seine Arbeiten mit der großen goldenen Preismedaille ausgezeichnet. 1799 begab sich Pozzi nach München, wo er ein Abbild des neuen Kurfürsten Maximilian IV. Joseph schuf. Er wurde bei Hofe bekannt und erhielt dort einige gute Aufträge. Bald nach dem Tod des Akademieleiters Peter Anton von Verschaffelt, im Jahre 1793, hatte der Niedergang der Mannheimer Zeichnungsakademie eingesetzt. Nach Mannheim zurückgekehrt versuchten Pozzi als Sekretär und der Maler Carl Kuntz als Leiter, die Akademie 1802/1803 nochmals zu beleben, was jedoch misslang. Maximilian Joseph Pozzi restaurierte den 1795, bei der Beschießung von Mannheim, beschädigten Marktplatzbrunnen und fertigte 1804, auf Wunsch von Fürst Joseph II. zu Schwarzenberg, ein aufwändiges Marmor-Grabmal für dessen Bruder Friedrich Johann Nepomuk zu Schwarzenberg, welches sich heute in der Pfarrkirche St. Laurentius zu Weinheim befindet. 1805 erhielt Pozzi vom badischen Großherzog den Auftrag die Giebel-Reliefs am Ettlinger Tor in Karlsruhe (1872 abgerissen) auszuführen. Nach deren Fertigstellung ernannte er ihn zum Professor der Bildhauerkunst, 1809 zum Großherzoglich Badischen Hofbildhauer.
Fortan lebte Pozzi als regional bedeutsamer Bildhauer in Mannheim und arbeitete hier sowie im weiteren Umland, wobei er insbesondere sehr qualitative Grabdenkmäler schuf. Als der Dichter August von Kotzebue 1819 in Mannheim ermordet wurde, nahm ihm Pozzi die Totenmaske ab, fertigte davon eine Büste und verarbeitete die Gesichtszüge auch in zwei Theatermasken an dem von ihm geschaffenen Grabmal des Poeten, auf dem Hauptfriedhof Mannheim. 1833 gehörte der Bildhauer zu den Gründern des Mannheimer Kunstvereins; krankheitsbedingt konnte er ab 1836 nicht mehr arbeiten. Zeitweise wirkte der ebenfalls als Bildhauer tätige Neffe Antonio Pozzi in seiner Werkstätte mit, er verstarb jedoch schon 1829.
Seit 1805 war Maximilian Joseph Pozzi verheiratet mit Klara von Reibeld, die 1834 starb. Aus der Ehe gingen 2 Kinder hervor. Der Sohn Giacomo Pozzi (1814–1897) wurde als Maler und Lithograf bekannt.

## Werke von Maximilian Joseph Pozzi

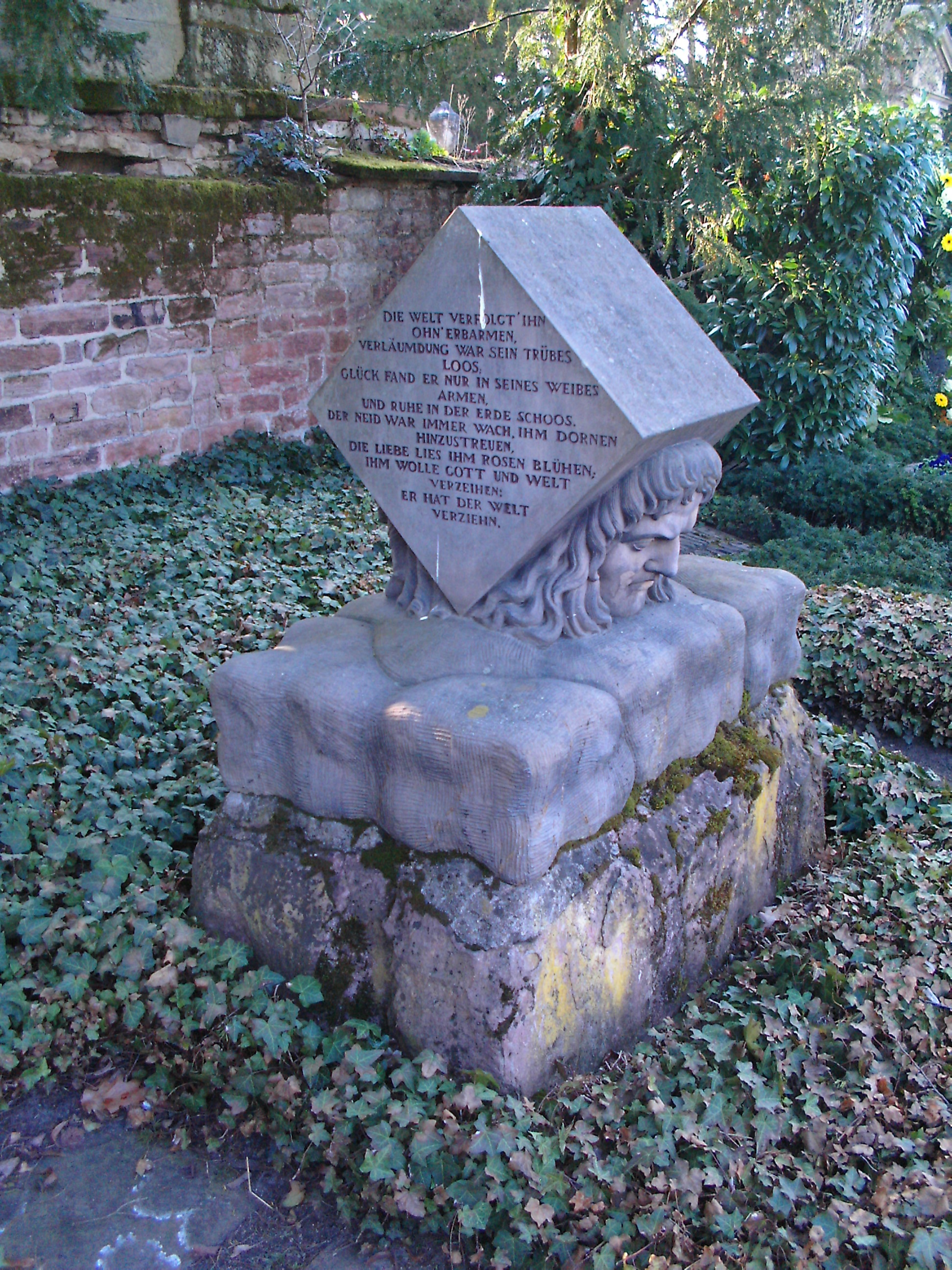
Grabmal für August von Kotzebue, Hauptfriedhof Mannheim
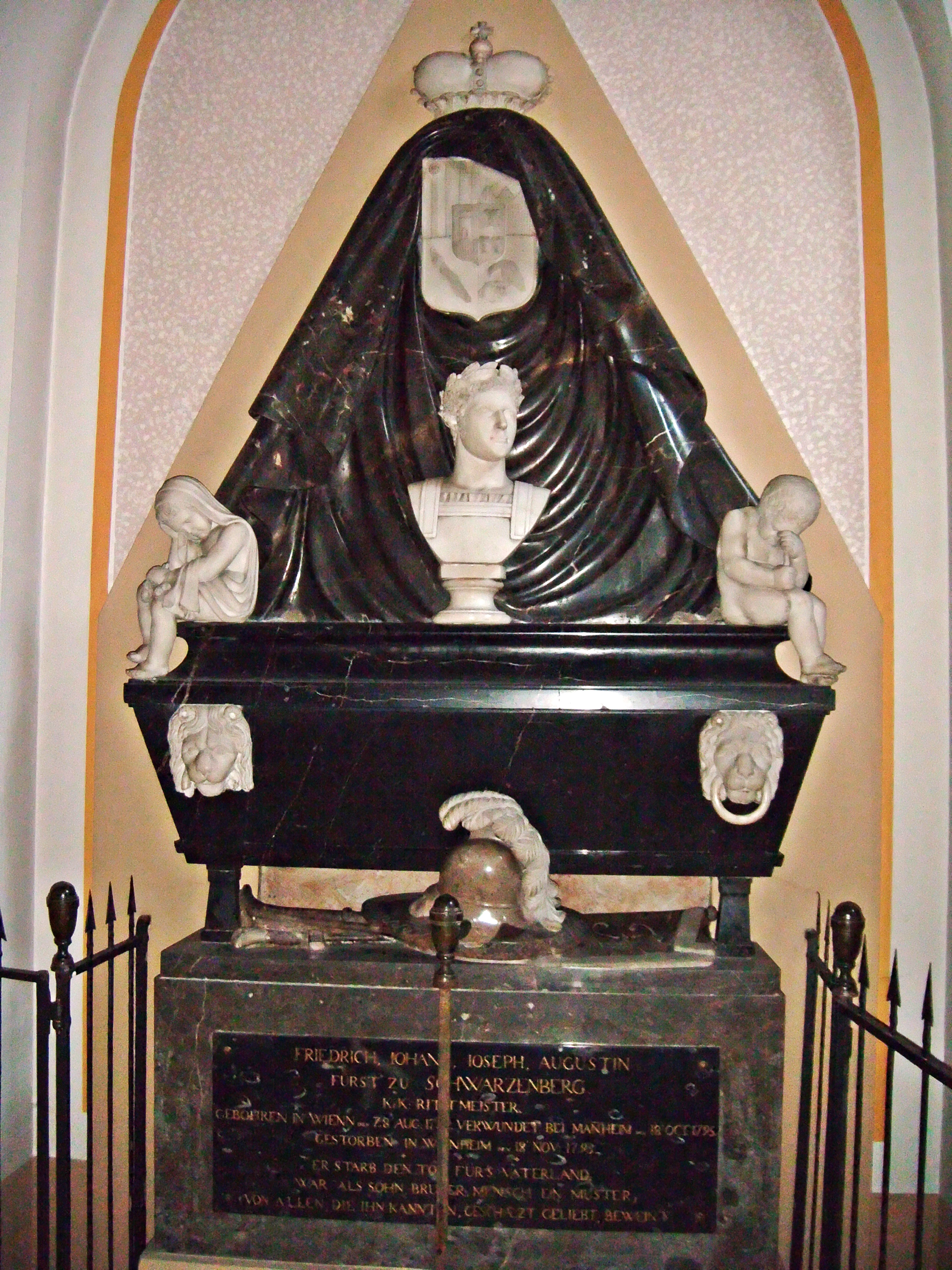
Grabmal für den Fürsten Friedrich Johann Nepomuk zu Schwarzenberg, Pfarrkirche St. Laurentius (Weinheim)
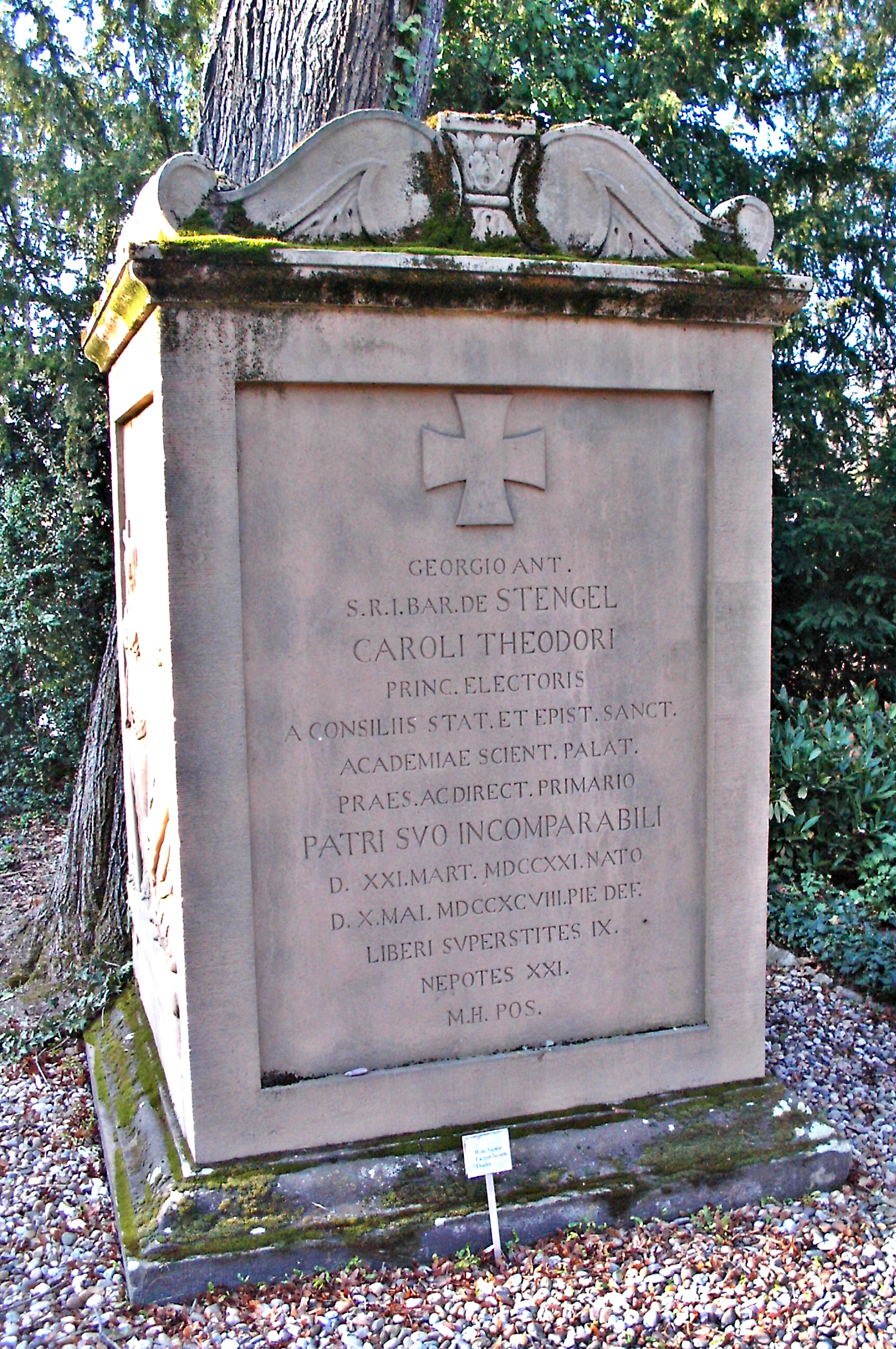
Grabdenkmal für Georg von Stengel, Hauptfriedhof Mannheim
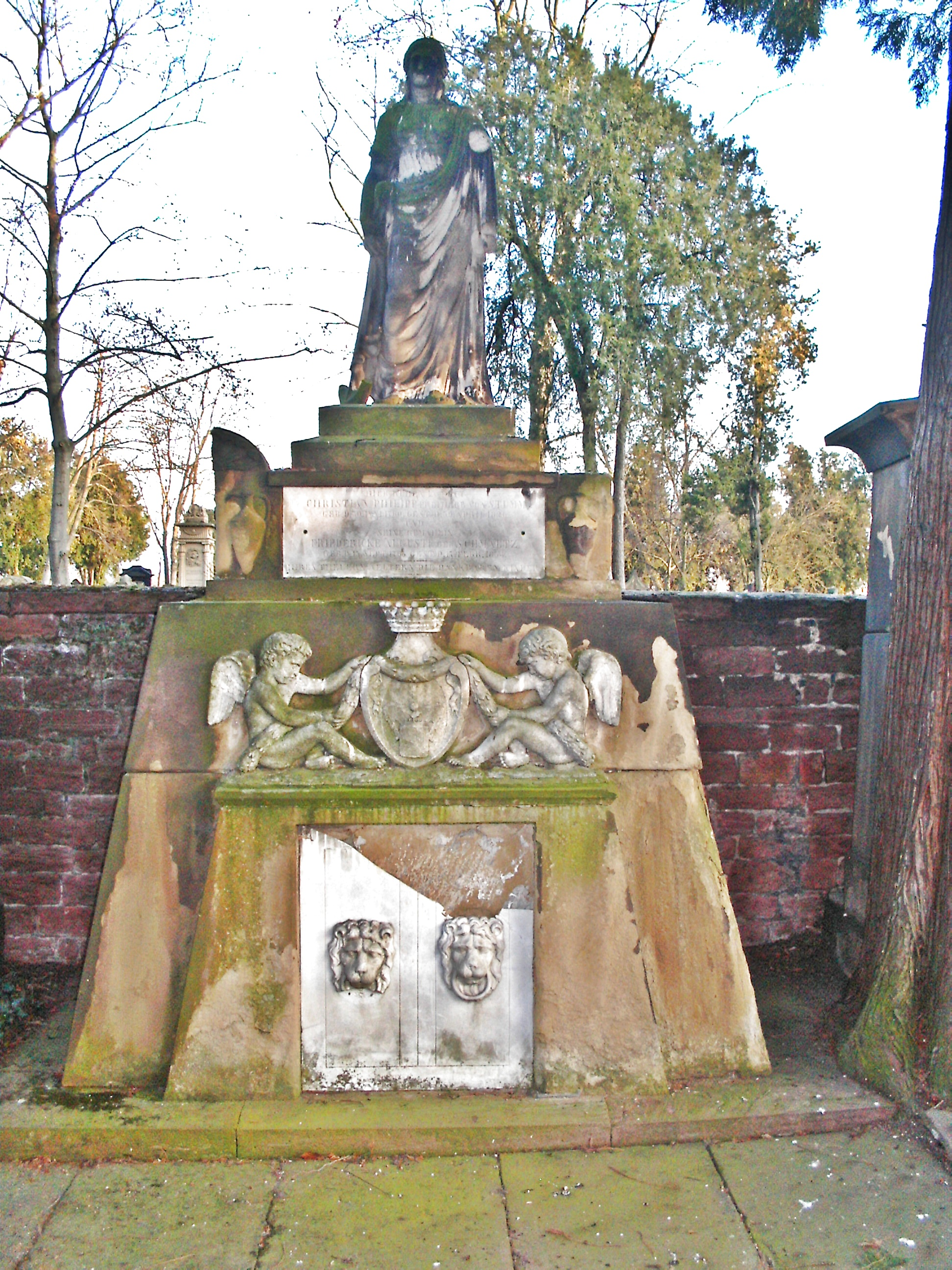
Grabmal für Christian Philipp Stumm,  Hauptfriedhof Mannheim